# Palaeomolis elwesi
Palaeomolis elwesi är en fjärilsart som beskrevs av Bang-haas 1927. Palaeomolis elwesi ingår i släktet Palaeomolis och familjen björnspinnare. Inga underarter finns listade i Catalogue of Life.